# Caviteit (tandheelkunde)
De benaming caviteit (cavum = holte) wordt in de tandheelkunde gebruikt om een holte in een tand aan te duiden. 
De caviteit kan zowel een cariësholte zijn als een geprepareerde uitgeboorde holte om een vulling in te plaatsen. Meestal gaat het in de tandheelkunde over deze laatste deskundig geprepareerde holte indien men over een caviteit spreekt.
De caviteit moet afhankelijk van het vullingsmateriaal aan bepaalde voorwaarden voldoen.
- Voor een amalgaamvulling: (dit wordt tegenwoordig minder en minder aangeleerd aan de studenten tandheelkunde) maakt men zo veel mogelijk rechte wanden en scherpe hoeken. Men maakt ondersnijdingen in alle richtingen zodat de vulling door de tand wordt vastgehouden. Tussen twee tanden (interproximaal) maakt men een box. 
Vroeger moest een caviteit voldoen aan de regels van Black. Zijn filosofie was: Extension for prevention. Zijn theorie kwam hierop neer dat de randen van de caviteit moesten vallen binnen zelfreinigende zones van het tandoppervlakte ter voorkoming van secundaire cariës. Dit had als nadeel dat men zeer veel gezond tandweefsel moest opofferen. Deze theorie is door de verbetering van de mondhygiëne al geruime tijd achterhaald (zie Caviteitsindeling volgens Black)

- Voor een composietvulling maakt men een caviteit met meer afgeronde wanden en geen hoeken. Dit kan doordat men in de adhesieve tandheelkunde gebruikmaakt van de kleefkracht van het materiaal. De tandarts hoeft dus geen ondersnijdingen te voorzien. Dit soort caviteiten heeft als groot voordeel dat er minder tandweefsel opgeofferd hoeft te worden.

- Micro-invasieve-tandheelkunde. Door gebruik te maken van luchtabrasie- en lasertechnieken in combinatie met kleeftechnieken en composietvullingen, is het mogelijk om minder tandweefsel op te offeren en wordt de caviteitspreparatie zeer beperkt.